# Liste des personnages de l'univers de Donald Duck

## LeClan McPicsou
Ancêtres :
- Sire William McPicsou
- Sire Duncan McPicsou
- Sire Slye McPicsou
- Sire Murdoch McPicsou
- Sire Wilfried McPicsou
- Sire Edward McPicsou
- Sire Emeric McPicsou
- Sire Donald McPicsou
- Sire Francis McPicsou
- Laird Locksley Duck
- Kenneth McPicsou
- Potcrack McPicsou
- Quinquagésime McPicsou
- Willie McPicsou
- Molly Mallard
- Ian McPicsou

Les parents et oncles de Balthazar Picsou :
- Fergus McPicsou
- John McPicsou
- Jack McPicsou
- Édith O'Drake
- Véra O'Drake

Les sœurs et demi-frères de Picsou :
- Matilda Picsou
- Hortense Picsou
- Gédéon Picsou
- Léon Sanzun

## LaFamille Duck
- Mathurin Duck
- Joseph Duck
- Rodolphe Duck
- Daphnée Duck
- Barnabé Duck
- Donald Duck / Fantomiald
- Della Duck
- Popop Duck
- Abner Duck
- Riri, Fifi et Loulou Duck
- Olivia Duck

## La Famille McDuck (deZoieville)
- Ronald McDuck
- Dolly McDuck
- Danny, Manny et Lenny McDuck
- Ebenezer McDuck

## LaFamille Écoutum
- Cornélius Écoutum
- Clinton Écoutum
- Elvire Écoutum (Grand-Mère Donald)
- Jules Écoutum
- Fanny Écoutum
- Gus Glouton
- Herbert Écoutum

## La Famille Bonheur
- Gustave Bonheur
- Gontran Bonheur

## Antagonistes
- Crésus Flairsou
- Archibald Gripsou
- Arpène Lucien
- Les Rapetou
- Miss Tick
- Oscar Rapace
- Lardo
- Lagrogne
- Phil Ature

## Autres personnages
- Daisy Duck / Fantomialde
- Lili, Lulu et Zizi
- Professeur Donald Dingue
- Les Castors Juniors (troupe scoute)
- Clara Cluck
- Howard Flairsou
- Gérard Mentor
- Brigitte McBridge
- Goldie O'Gilt
- Oona
- Bolivar
- Pluto
- Tic et Tac
- Géo Trouvetou et Filament
- Chris Yéyé
- Miss Frappe
- Flagada Jones
- José Carioca
- Panchito Pistoles
- Reginella